# The Works of H. G. Wells (Atlantic Edition)
The Works of H. G. Wells  è una raccolta di racconti e di romanzi di fantascienza di H. G. Wells pubblicata dalla casa editrice T. Fisher Unwin per il mercato inglese e in contemporanea dalla casa editrice Charles Scribner's Sons per il mercato americano e facenti parte della collana Atlantic Edition OCLC 458934296 divisa in 28 volumi pubblicati tra il 1924 al 1927.

## Storia Editoriale
La serie inglese è edita in 28 volumi, ciascuno dei quali firmato e a stampa limitata in 620 pezzi, 20 dei quali di presentazione.
La serie americana è edita in 28 volumi, ciascuno dei quali firmato e a stampa limitata in 1050 pezzi, 50 dei quali di presentazione
Ogni volume riporta la seguente pagina:
(Pagina di presentazione, ogni numero è compilato a mano, a pie pagina la firma in originale)
Il primo volume, pubblicato nel 1924, è composto da 2 romanzi editi nel 1895 e 11 racconti, editi dal 1893 al 1896 e raccolti rispettivamente in Il bacillo rubato e altri casi (1895) e La storia di Plattner e altre storie (1897).
Tutti i racconti sono contenuti nel libro Thirty strange stories (1897).
Il secondo volume, pubblicato nel 1924, è composto da 2 romanzi editi tra il 1896 e il 1899
Il terzo volume, pubblicato nel 1924, è composto da 2 romanzi e un racconto editi tra il 1897 e il 1901
Il quarto volume, pubblicato nel 1924, è composto da 8 articoli, 3 pubblicati tra il 1901 e il 1907 e 5 inediti
Il quinto volume, pubblicato nel 1925, è composto da 2 romanzi, editi tra il 1902 e il 1904.
Il sesto volume, pubblicato nel 1925, è composto da un romanzo edito nel 1901 e tre racconti, due editi tra il 1896 e il 1898 e uno inedito.
Il settimo volume, pubblicato nel 1925, è composto da 2 romanzi editi tra il 1896 e il 1900.
L'ottavo volume, pubblicato nel 1925, è composto da un solo romanzo, edito nel 1905, in questa particolare edizione il romanzo Kipps viene corretto in diversi vocaboli, per via del l'accento e del modo di scrivere classico del Kent.
Il nono volume, pubblicato nel 1925, è composto da un saggio edito nel 1905 e 5 articoli inediti.
Il decimo volume, pubblicato nel 1925, è composto da un romanzo, edito nel 1906, 16 racconti editi tra il 1895 e il 1909 e un racconto inedito.
L'undicesimo volume, pubblicato nel 1925, è composto da u romanzo, edito nel 1919, e 2 saggi, editi tra il 1908 e il 1917.
Il dodicesimo volume, pubblicato nel 1925, è composto da un romanzo edito nel 1908.

## Elenco
- Volume I The Time Machine, The wonderful visit and other stories
  - Preface (The Works of H. G. Wells: Vol. 1)
  - Introduction (The Works of H. G. Wells)
  - La macchina del tempo (romanzo, The Time Machine, 1895)
  - La visita meravigliosa (romanzo, The Wonderful Visit, 1895)
  - Come Jane fu piantata in asso (racconto breve, The Jilting of Jane, Pall Mall Budget, 12 luglio 1894)
  - Il cono (racconto, The Cone, 1895)
  - Fioritura di una strana orchidea (racconto breve, The Flowering of the Strange Orchid, Pall Mall Budget, 2 agosto 1894)
  - L'isola dell'Aepyornis (racconto, Æpyornis Island, Pall Mall Budget, 27 dicembre 1894)
  - Il sorprendente caso della vista di Davidson (racconto,  The Remarkable Case of Davidson's Eyes, Pall Mall Budget, 28 marzo 1895)
  - Il dio delle dynamo (racconto breve, The Lord of the Dynamos, Pall Mall Budget, 6 settembre 1894)
  - La farfalla (racconto, The Moth, Pall Mall Gazette, 28 marzo 1895)
  - Il fu signor Elvesham (racconto, The Story of the Late Mr. Elvesham, 1896)
  - Sotto il bisturi (racconto, Under the Knife, 1893)
  - La storia di Plattner (racconto,  The Plattner Story, 1896)
  - Il pileo purpureo (racconto, The Purple Pileus, 1896)
- Volume II The Island of Doctor Moreau, The Sleeper Awakes
  - L'isola del dottor Moreau (romanzo, The Island of Dr. Moreau, 1896)
  - Il risveglio del dormiente (romanzo, When the Sleeper Wakes: A Story of Years to Come, 1899)
- Volume III The Invisible Man, The War of the Worlds, A Dream of Armageddon
  - L'uomo invisibile (romanzo, The Invisible Man: A Grotesque Romance, 1897)
  - La guerra dei mondi (romanzo, The War of the Worlds, 1897)
  - Un sogno di Armageddon (racconto, A Dream of Armageddon, Black and White, maggio-giugno 1901.)
- Volume IV Anticipations and other papers
  - Anticipations of the Reaction of Mechanical and Scientific Progress Upon Human Life and Thought (1901)
  - An Introduction to the 1914 Edition of "Anticipations"  (Introduzione, saggio breve, 1918)
  - Locomotion and Administration, a Paper on Administrative Areas Read Before the Fabian Society (1914)
  - The Problem of the Birth Supply (1903)
  - Political and Social Influences (noto anche con il nome di The Case for Republicanis 1902)
  - Thought in the Modern State (1903)
  - The Discovery of the Future: A Discourse Delivered to the Royal Institution (Nature, 6 febbraio 1902)
  - This Misery of Boots (1907)
- Volume V The Food of the Gods, The Sea Lady
  - Il cibo degli dei (The Food of the Gods, 1904)
  - La signora del mare (The Sea Lady, 1902)
- Volume VI The First men in the moon and some more human stories
  - I primi uomini sulla Luna (The First Men in the Moon, 1901)
  - Un vetrino sotto il microscopio (A Slip Under the Microscope, Yellow Book, gennaio 1896)
  - Il cuore della signorina Winchelsea (Miss Winchelsea's Heart, The Queen, ottobre 1898)
  - The Euphemia Papers (saggio, 1925 inedito)
- Volume VII The Wheels of Chance, Love and Mr. Lewisham
  - The Wheels of chance (romanzo, 1896)
  - Love and Mr. Lewisham (romanzo, Love and Mr. Lewisham, 1900)
- Volume VIII Kipps, The Story of a Simple Soul
  - Kipps : Storia di un'anima semplice (Kipps: The Story of a Simple Soul, 1905)
- Volume IX A Modern Utopia and Other Discussions
  - Una utopia moderna (saggio, A Modern Utopia, 1905)
  - Scepticism of the Instrument (saggio, luglio 1904)
  - The Contemporary Novel (saggio, 1914)
  - About Chesterton and Belloc (saggio, 1914)
  - The American Population (saggio, The American Outlook, 1914)
  - The Ideal Citizen (saggio, 1914)
- Volume X In the Days of the Comet and Seventeen Short Stories
  - Nei giorni della cometa (In the Days of the Comet, 1906)
  - La camera rossa (racconto, The Red Room, The Idler, marzo 1896)
  - La riconciliazione (racconto breve, The Reconciliation, The Weekly Sun Literary Supplement, 1º dicembre 1895)
  - L'uomo che poteva compiere miracoli (racconto, The Man Who Could Work Miracles, Illustrated London News, agosto 1898)
  - Jimmy Goggles il dio (racconto, Jimmy Goggles the God, The Graphic, dicembre 1898)
  - La bottega magica (racconto, The Magic Shop, Strand Magazine, luglio 1903)
  - La valle dei ragni (racconto, The Valley of Spiders, Pearson's Magazine, marzo 1903)
  - Il nuovo acceleratore (racconto, The New Accelerator, Strand Magazine, dicembre 1901)
  - Una catastrofe (racconto breve, A Catastrophe, New Budget, agosto 1895)
  - La verità su Pyecraft (racconto, The Truth About Pyecraft, The Strand Magazine, aprile 1903)
  - L'impero delle formiche (racconto, The Empire of the Ants, The Strand Magazine, dicembre 1905)
  - L'uovo di cristallo (racconto, The Crystal Egg, The New Review, maggio 1897)
  - Visione del giudizio universale (racconto breve, A Vision of Judgement, The Butterfly, settembre 1899)
  - La stella (The Star, The Graphic, dicembre 1897)
  - La porta nel muro (racconto, The Door in the Wall, The Daily Chronicle, 14 luglio 1906)
  - Il paese dei ciechi (racconto, The Country of the Blind, The Strand Magazine, aprile 1904)
  - Il vestito bello (racconto breve, The Beautiful Suit, Colliers, aprile 1909)
  - La perla d'amore (racconto breve, The Pearl of Love, The Strand Magazine, dicembre 1925)
- Volume XI The Undying Fire and Philosophical and Theological Speculations
  - Fiamma viva (romanzo, The Undying Fire, 1919)
  - First and Last Things (1908)
  - God the Invisible King (saggio teologico, 1917)
- Volume XII Tono-Bungay
  - Tono-Bungay (romanzo, 1908)
- Volume XIII Ann Veronica and Boon
  - Ann Veronica (romanzo, 1909)
  - Boon, The Mind of the Race, The Wild Asses of the Devil, and the Last Trump (romanzo, 1915)
- Volume XIV The New Machiavelli
  - The New Machiavelli (romanzo, 1910)
- Volume XV Marriage
  - Marriage (romanzo, 1912)
- Volume XVI The Wife of Sir Isaac Harman, Socialism and the family
  - The Wife of Sir Isaac Harman (1914)
  - Socialism and the family (saggio, 1906)
- Volume XVII The History of Mr. Polly and Bealby
  - The History of Mr. Polly (1910)
  - Bealby; a Holiday (1915)
- Volume XVIII The Passionate friends, a novel and three essays
  - Gli amici appassionati (romanzo, The Passionate Friends, 1913)
  - Divorce (saggio, 1914)
  - The Endowment of Motherhood (saggio, 1914)
  - The Great State (saggio, 1914)
- Volume XIX The Research magnificent
  - La ricerca magnifica (romanzo, The Research magnificent, 1915)
- Volume XX The War in the Air and Other War Forebodings
  - La guerra nell'aria (romanzo, The War in the Air, 1908)
  - Le corazzate terrestri (racconto, The Land Ironclads, 1903)
  - The Coming of Blériot (racconto, luglio 1909)
  - Il mio primo aeroplano (racconto, My First Flight, 5 agosto 1912)
  - Off the chain (saggio, dicembre 1909)
  - Of the New Reign (saggio, luglio 1911)
  - Will the Empire live? (saggio, 1914)
  - The Common-sense of Warfare (saggio, 1914)
  - The Possible Collapse of Civilisation (saggio, 1909)
- Volume XXI The World set free and other war papers
  - La liberazione del mondo (romanzo, The World Set Free, 1914)
  - The Peace of the World (saggio, 21 febbraio 1915)[17]
  - The League of Free Nations (saggio, 1 gennaio 1919)[18]
  - A Memorandum on Peace Propaganda (saggio, 1920)
  - Democracy (saggio, 1918)
- Volume XXII Mr. Britling
  - Mister Britling Sees It Trough (romanzo, 1916)
- Volume XXIII Joan and Peter, The Story of An Education I (I-XI) 
  - Gianna e Piero (romanzo, Joan and Peter: The Story of an Education 1918)
- Volume XXIV Joan and Peter, The Story of An Education II (XII-XIV)
  - Gianna e Piero (romanzo, Joan and Peter: The Story of an Education 1918)
- Volume XXV The Soul of a Bishop. The Secret Places of The Heart
  - L'anima di un vescovo (romamzo, The Soul of a Bishop, 1917)
  - The Secret Places of the Heart (romanzo, 1922)
- Volume XXVI A Volume of Journalism
  - The Future in America (saggio, 1906)
  - War and The Future (noto anche come War and the Future: Italy, France and Britain at War, 1917)
  - Washington and The Hope of Peace (noto anche come Washington and The Riddle of Peace, 1922)
  - Russia In The Shadows (saggio, 1920)
  - The Singapore Arsenal
  - the Aviation of the half-civilised
  - The Future of The British Empire
  - Cosmopolitan and International
  - Parliament and Real Electoral Reform
  - The Extinction of Party Government (saggio, 1924)
  - Reconstruction of the League of Nations
  - An Open Letter to Anatole France on His Eightieth Birthday
  - Youth and The Vote
  - The Rejuvenescence of The World
  - The Schools of a New Age
  - Sex Antagonism
  - The Creative Passion
  - After a Year of Journalism
- Volume XXVII The History of the world
  - History is One (saggio, 1919)
  - A Short History of The World (saggio, 1922)
  - What is success? a note on Lord Northcliffe (1927, inedito)[19]
  - The Gifts of The New Sciences (1927, inedito)
  - The Ten Great Discoveries (1927, inedito)
  - The Human Adventure (1914)
- Volume XXVIII Men like gods and the Dream
  - Uomini come dei (romanzo, Men Like Gods, 1923)
  - The Dream (romanzo, 1924)